# Bobrownica (dopływ Skrwy)
Bobrownica – struga, prawy dopływ Skrwy. Wypływa z okolic wsi Orłowo w powiecie lipnowskim i płynie w kierunku południowo-wschodnim. Na wschód od wsi Turza Wielka Bobrownica przecina granicę województw: kujawsko-pomorskiego i mazowieckiego. Uchodzi do Skrwy w okolicy wsi Turza Mała w powiecie płockim.